# Carnival Corporation & plc
Carnival Corporation & plc (по-русски Карнивал Корпорейшн) — транснациональная круизная компания, одна из крупнейших в мире круизных туристических компаний.
Имеет 20 дочерних круизных компаний, включая
Carnival Cruise Lines,
Princess Cruises,
Holland America Line и
Seabourn Cruise Line в Северной Америке;
P&O Cruises,
Cunard Line и
Ocean Village в Великобритании;
P&O Cruises Australia в Австралии.
Акции компании Carnival Corporation входят в индексы S&P 500 и FTSE 100.

## Деятельность
Осенью 1998 года Carnival Corporation купила контрольный пакет акций Cunard Line — соединив её с Seabourn Cruise Line. Новообразованная компания является дочерней.
По состоянию на ноябрь 2019 г. Carnival Corporation владела 103 круизными судами общей вместимостью 225 000 коек. Ещё 20 судов заказаны. Численность персонала компании составляла 120 тыс. человек, в том числе 100 тыс. — судовой персонал. Ежегодный поток перевезенных туристов — 11,5 млн человек.
В 2020 году, из-за последствий пандемии коронавируса, Carnival Corp., потерявшая из-за пандемии миллиарды долларов, заявила, что планирует продать 18 лайнеров из своего флота.